# 대한민국 민법 제317조
대한민국 민법 제317조는 전세권의 존속기간에 대한 민법 물권법 전세권 조문이다.

## 조문
제317조(전세권의 소멸과 동시이행) 전세권이 소멸한 때에는 전세권설정자는 전세권자로부터 그 목적물의 인도 및 전세권설정등기의 말소등기에 필요한 서류의 교부를 받는 동시에 전세금을 반환하여야 한다.

第317條(傳貰權의 消滅과 同時履行) 傳貰權이 消滅한 때에는 傳貰權設定者는 傳貰權者로부터 그 目的物의 引渡 및 傳貰權設定登記의 抹消登記에 必要한 書類의 交付를 받는 同時에 傳貰金을 返還하여야 한다.

## 참고 문헌
- 강태성. "민법 제315조․제317조․제318조에 대한 검토 및 개정안." 토지법학 34.2 (2018): 163-202.
- 오현수, 일본민법, 진원사, 2014. ISBN 978-89-6346-345-2
- 오세경, 대법전, 법전출판사 , 2014 ISBN 978-89-262-1027-7
- 이준현 , LOGOS 민법 조문판례집, 미래가치, 2015. ISBN 979-1-155-02086-9

## 같이 보기
- 전세권
- 동시이행의 항변권